# Gabriel Traversari
Gabriel Traversari (nacido Gabriel Augusto Traversari Debayle el 7 de septiembre, 1963) es un actor estadounidense/ nicaragüense, director de televisión, escritor, cantante, compositor, pintor y fotógrafo.

## Primeros años
Traversari nació en Los Ángeles, California, pero creció en El Crucero, un municipio en las afueras de Managua, Nicaragua.
Sus primeros años de primaria los estudió en el Colegio Centroamérica, en Managua Nicaragua, una exclusiva  institución de sacerdotes jesuitas. 
Fue enviado a un internado juvenil en Pomfret, Connecticut llamado The Rectory School y se graduó de secundaria de Middlesex School, en  Concord, Massachusetts. Traversari se graduó de la Universidad Estatal de la Florida en Tallahassee, Florida con una Licenciatura en Arte Dramático. Durante sus años escolares participó en obras teatrales como  Twelfth Night (como Antonio), El Manzano (como Adan),La Princesa Ida (como Cyril), Macbeth (como Macduff ), Infancia (como Avonzino), Lo que el Mayordomo vio  (como Nick), La Gaviota (como Trigorin), Romeo y Julieta (como Romeo), La Colonia Perdida (como A . Dare / J. Borden) y Camino Real (como Abdullah).

## Carrera
Una vez graduado de la universidad, Traversari se trasladó a Miami, donde fue contratado como el coanfitrión de "TV-Mujer" (1988-1990), la primera gran producción original de la cadena Univision y la cual condujo por tres años consecutivos. Traversari también participó en otros programas populares de televisión que se transmitieron por todo Latinoamérica y España, incluyendo "Mejorando Su Hogar", el primer show sobre construcción y mejorías caseras producido en español en los Estados Unidos, y "Casa Club Magazine" para la cadena Casa Club TV.
Traversari pasó a producir, dirigir y presentar "Un Día de Fama" y muchos episodios de la serie "Behind the Scenes" de E! Entertainment, en América Latina. Fue, a la vez, el corresponsal principal desde Miami para el noticiero de dicha cadena, entrevistando a una amplia gama de celebridades y cubriendo los más importantes eventos del espectáculo internacional.
Fue productor y presentador de "Las Espectaculares Casas de Nicaragua" para Casa Club TV-MGM Networks, Latin America, el mejor reportaje televisivo realizado sobre los bellos parajes naturales y la arquitectura histórica y moderna en Nicaragua. 
En el 2004, presentó el popular y fascinante programa, "Esotérica" para la cadena Cosmopolitan Televisión. Fue además contratado para aportar una de las voces principales de la versión en español de la galardonada serie animada, Duckman y la voz de "Juan del Diablo" en la traducción al inglés de la telenovela Corazón salvaje. Traversari fue parte del elenco de Mega TV, presentando el programa "La Música.Com" durante su primera temporada junto a Mariela Encarnación. Ha actuado en series televisivas como Miami Vice (1988) y en papeles menores en películas como Once Upon a Time in America (1984) y Two Much. Recibió el papel principal en la película independiente Murder on the Border, donde compartió créditos con la actriz mexicana Alpha Acosta (2005). También ha tenido papeles recurrentes en varias series episódicas como Decisiones y Lotería y en tres telenovelas de Telemundo: Anita no te Rajes, El Cuerpo del Deseo y Pecados Ajenos.
Regresó a su país de origen, Nicaragua, en el 2008 donde ha trabajado diligentemente en numerosos proyectos culturales y ha contribuido personalmente al desarrollo de la industria musical a nivel local y regional. Creó y dirigió al grupo Myla Vox, una de las agrupaciones juveniles más populares y exitosas de su país, desarrollando una subcultura de farándula y entretenimiento que ha obligado a los programadores radiales a promover y celebrar producto musical hecho en suelo patrio. Gabriel también fundó La Conferencia de Música Centroamericana, una plataforma que sirve para capacitar y unir al talento regional con ejecutivos de alto rango de la industria de la música. En el 2010, y por dos años consecutivos, Gabriel organizó Los Premios a la Música Nicaragüense, para reconocer y honrar lo mejor que su país ofrece musicalmente.
Traversari es el autor de varios libros, entre ellos, "Vernáculo: encuentros con mi tierra", mismo que plasma fotográficamente en sus páginas la magia y el misticismo de su terruño; el cautivador relato biográfico "La hija del dictador"; la conmovedora e histórica reseña fotoperiodística "Azul y Blanco: 90 minutos que unieron Nicaragua"; un lírico cuento corto titulado "El niño y el pregonero"; Hecho en Nicaragua: 100 destacadas personalidades nicaragüenses contemporáneas, un valioso referente sobre notables figuras emblemáticas de origen nicaragüense; y una colección de poemas en inglés titulado, Before the Dawn. En el 2022 lanzó un importante proyecto auditivo sin precedentes, en celebración del bicentenario de la independencia de Centroamérica. El mismo lleva por titulo Verso y Voz y consiste en una antología de 30 poemas de emblemáticos autores centroamericanos declamados por un excepcional elenco de personalidades de talla mundial, entre ellos actores, cantautores y periodistas mexicanos, cubanoamericanos, españoles y centroamericanos. Con este esfuerzo, Traversari pretende darle renovado lustre a la poesía regional y generar un nuevo interés por ese importante, pero a veces menospreciado género literario (www.versoyvoz.com).  
Sus obras han recibido muy buena crítica y han sido promovidas en giras mediáticas dentro y fuera de su país y en algunas en cadenas internacionales como CNN en Español.